# Erdei cickány
Az erdei cickány (Sorex araneus) az emlősök (Mammalia) osztályának Eulipotyphla rendjébe, ezen belül a cickányfélék (Soricidae) családjába és a vörösfogú cickányok (Soricinae) alcsaládjába tartozó Eurázsiában honos faj.
Nemének a típusfaja.

## Előfordulása
Eurázsia északi-középső régióiban honos a Brit-szigetektől egészen a Bajkál-tóig. Északon a sarkkörön túlra hatol, délen a Földközi-tenger partjáig található meg. Hegyvidékeken csak a melegebb éghajlaton, délen fordul elő. Spanyolország és Franciaország nagy részéről hiányzik, csak izolált populációi vannak a Pireneusokban. Magyarországon országszerte megtalálható, gyakori faj.

## Megjelenése
Az erdei cickány arcorra hosszú és csúcsa felé elkeskenyedik; feje és teste együttesen 5,8 - 8,7 centiméter, farka 3,2-5,6 centiméter, magassága 1-1,5 centiméter és testtömege 4 - 16 gramm. Hátoldala sötét- vagy feketés-barna, hasoldala világosabb. Közepesen nagy, rövid farkú cickány. Fülkagylóját a bundája nagyrészt eltakarja. Fogainak hegye élénk sötétvörös. Farka rövid szőrös vagy csupasz. A fiatalok barna színűek.

## Életmódja
Az erdei cickány nedvesebb talajú erdők, mocsaras, sásos területek lakója, ahol a sűrű fűben él. A hegyvidékeken a felső erdőhatárig felhatol. Inkább éjjel aktív, legtöbbször a saját maga ásta vagy más kisemlősök talajban, avarban vezető járataiban mozog. Leggyakoribb cickányfajunk. Tápláléka giliszták, csigák, rovarok és férgek; de elfogyasztja az állati tetemeket, csapdába esett állatokat, sőt saját fajtársait is. Naponta testsúlyának háromnegyed részét, szoptatás idején másfélszeresét kitevő mennyiségű táplálékot vesz magához. Gyakorlatilag éjjel-nappal ennie kell, másképpen éhen pusztulna. Téli álmot nem alszik, de ilyenkor táplálékigénye lecsökken, testsúlyának kb. 10%-át fogyasztja naponta. Télen a falvakban gazdasági épületekbe, istállókba húzódhat. Egy élőhelyen fordulhat elő a törpecickánnyal, a közönséges- és Miller-vízicickánnyal vagy a mezei cickánnnyal.
Az erdei cickány legfőbb ellenségei a baglyok (főleg a gyöngybagoly, amely étrendjében átlag 20-30%-ban szerepel) és macskák. Bár ellenségeinek ritkán van alkalmuk zsákmányul ejteni, mivel a teste két oldalán lévő mirigyekből bűzös váladékot présel ki és ezért a legtöbb állat kiköpi. A cickányok csaknem minden napszakban tevékenyek, érverésük percenként az 1000-et elérheti. Téli álmot nem alszanak. Rendszerint ősszel egy-másfél évesen végelgyengülésben múlnak ki.

## Szaporodása
A nőstény 2-4 alkalommal 5-7 kölyköt hoz világra a fák gyökerei közé rejtett fészkében, amit falevelekkel, mohával, fűszálakkal bélel ki. Az utódok csupaszon és vakon születnek, három hétig szopnak, és három – négy hónap alatt válnak ivaréretté.

## Természetvédelmi helyzete
Az erdei cickány nagy elterjedési területe és viszonylagos gyakorisága miatt a Természetvédelmi Világszövetség Vörös listáján nem fenyegetett státusszal szerepel. Magyarországon védett, természetvédelmi értéke 25 000 Ft. Elsősorban a mezőgazdasági vegyszerezés okozta mérgezés és élőhelyének visszaszorulása fenyegetheti. Szerepel a berni konvenció III. függelékében is.

## Képek

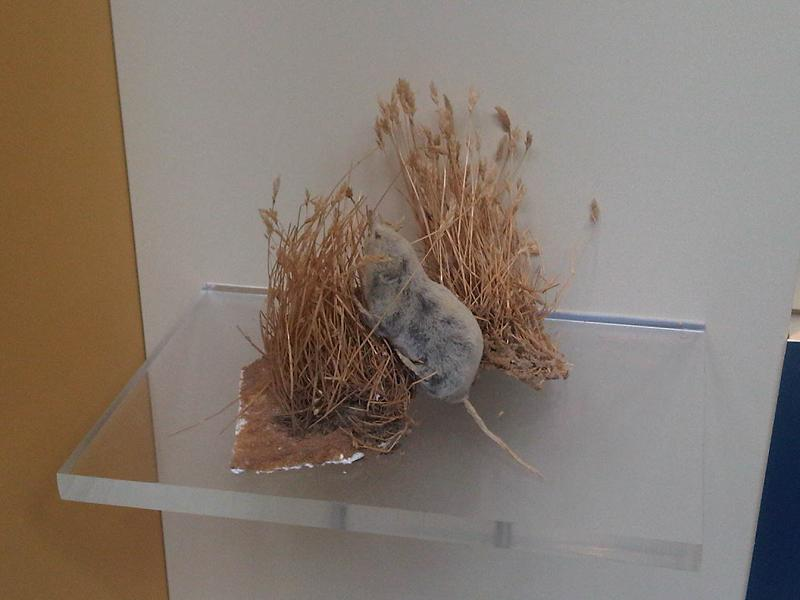
Kitömött példány a londoni Természettudományi Múzeumban
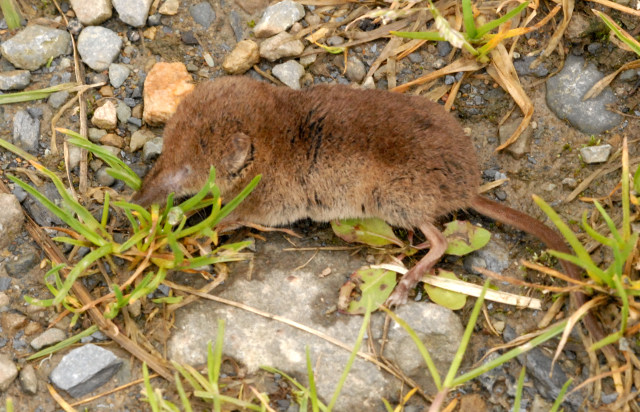
Erdei cickány Belgiumban